# Muzeum židovské kultury v Bratislavě
Muzeum židovské kultury (Múzeum židovskej kultúry) je slovenské muzeum věnované dějinám židovské kultury a dokumentaci holokaustu na Slovensku. Hlavní sídlo má v Bratislavě v Židovské ulici č. 17, ale další pobočky se nacházejí v Prešově, Nitře a Žilině. Je součástí Slovenského národního muzea. Zakladatelem a prvním ředitelem byl Pavol Mešťan. Muzeum vlastní přes 2300 historických předmětů.

## Historie
Kořeny Muzea židovské kultury sahají ke vzniku Oddělení židovské kultury v rámci Slovenského národního muzea. V roce 1994 bylo přetvořeno na specializované muzeum.

## Expozice
- Hlavní expozice je v Bratislavě umístěná v prostorách tzv. Žigraiovy kúrie
- Stálá expozice v Prešovské synagoze[5]
- V synagoze v Nitře je v ženské galerii expozice věnovaná osudům židů na Slovensku.[6]
- Malá synagoga v Žilině představuje modlitebnu a sakrální předměty
- Muzeum holokaustu, které bylo vybudováno v bývalém pracovním a koncentračním táboře v Seredi, bylo otevřeno 26. ledna 2016.[7]